# William Eliot, II conte di St. Germans
William Eliot, II conte di St. Germans (Port Eliot, 1º aprile 1767 – 19 gennaio 1845), è stato un diplomatico e politico inglese.

## Biografia
Era l'ultimogenito di Edward Craggs-Eliot, I barone Eliot, e di sua moglie, Catherine Elliston. Frequentò il Pembroke College, Cambridge.
Fu segretario della legazione a Berlino (1791-1793), segretario dell'ambasciata (1793-1794) e ministro plenipotenziario presso L'Aia e dal 1796 ministro plenipotenziario per l'Elettore Palatino e la dieta di Ratisbona. È un deputato per St. Germans (1791-1802) e per Liskeard (1802-1823) e servì come Lord dell'Ammiragliato (1800-1804) e sottosegretario di stato agli affari esteri (1804-1805). Nel 1823 succedette il fratello ed entrò alla Camera dei lord.

## Matrimoni

### Primo matrimonio
Sposò, il 30 novembre 1797, Lady Georgina Augusta Leveson-Gower (13 aprile 1769–24 marzo 1806), figlia di Granville Leveson-Gower, I marchese di Stafford. Ebbero quattro figli:
- Edward Eliot, III conte di St. Germans (29 agosto 1798–7 ottobre 1877)
- Lady Caroline Georgina Eliot (27 luglio 1799-aprile 1865)
- Lady Susan Caroline Eliot (12 aprile 1801–15 gennaio 1835)
- Lady Charlotte Sophia Eliot (28 maggio 1802–8 luglio 1839)

### Secondo matrimonio
Sposò, il 13 febbraio 1809, Letitia À Court (?-20 gennaio 1810), figlia di Sir William Pierce À Court, non ebbero figli.

### Terzo matrimonio
Sposò, il 7 marzo 1812, Charlotte Robinson (1790-3 luglio 1813), figlia del tenente generale John Robinson, non ebbero figli.

### Quarto matrimonio
Sposò, il 30 agosto 1814, Susan Mordaunt (?-5 febbraio 1830), figlia di Sir John Mordaunt, non ebbero figli.

## Morte
Morì il 19 gennaio 1845.